# Biserica Izvorul Tămăduirii din Câmpulung Moldovenesc

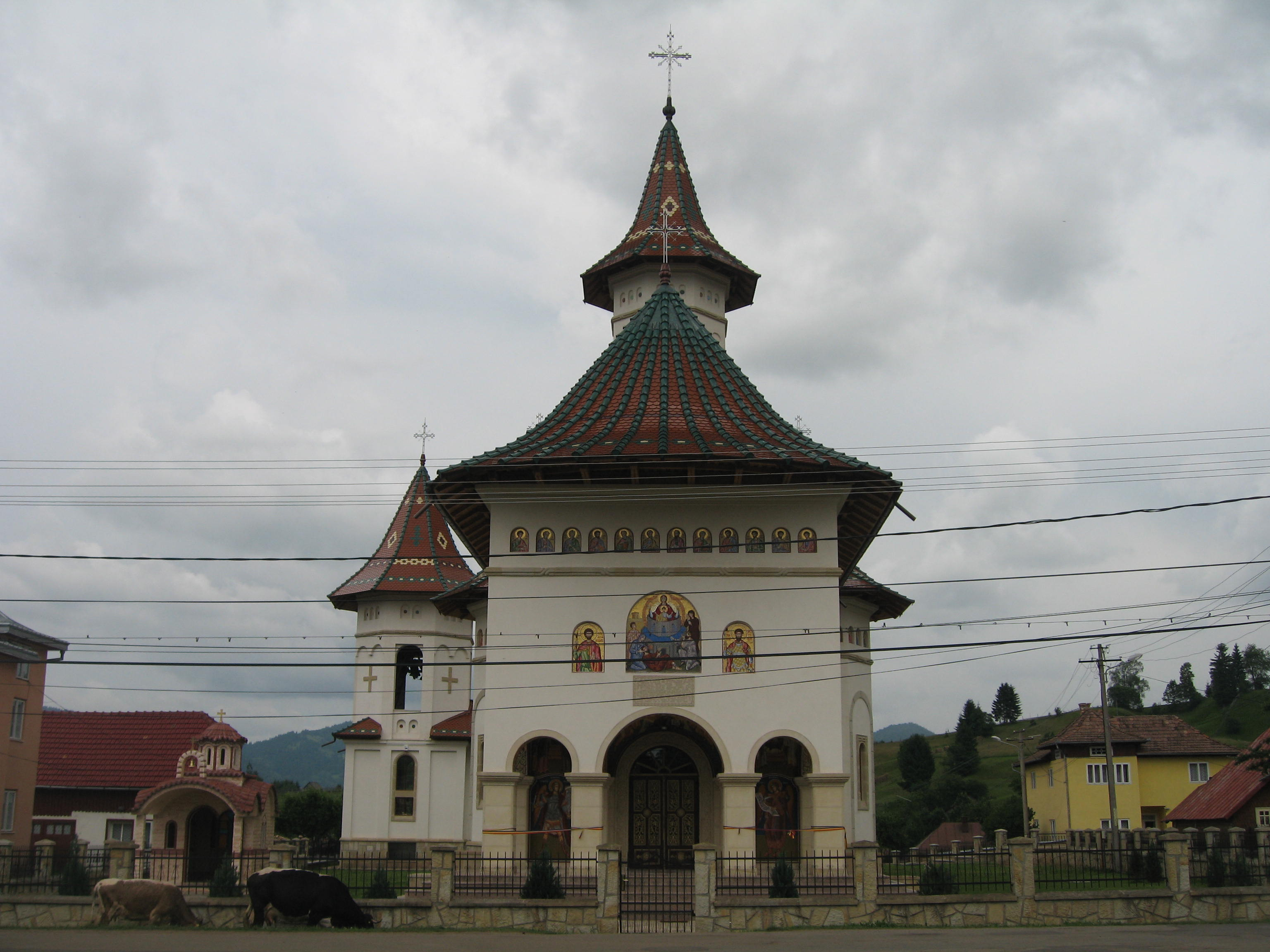
Biserica Izvorul Tămăduirii din Câmpulung Moldovenesc

Biserica "Izvorul Tămăduirii" din Câmpulung Moldovenesc este o biserică ortodoxă construită între anii 2001-2009 în municipiul Câmpulung Moldovenesc, pe cheltuiala inginerului Alexandru Șandru Alboi, om de afaceri milionar care emigrase pe continentul american după cel de-al doilea război mondial. Ea se află situată pe Str. Izvorul Alb, în apropiere de Gara Câmpulung Est.

## Istoric

### Ctitorul
Alexandru Șandru Alboi s-a născut la 4 august 1914 în cartierul Capu Satului din orașul Câmpulung Moldovenesc, aflat pe atunci în Ducatul Bucovinei a Imperiului Austro-Ungar, într-o familie de țărani înstăriți. Tatăl său, Vasile Șandru Alboi, a fost unul dintre cei mai de seamă gospodari ai localității, a militat pentru Unirea Bucovinei cu România și a fost pentru o perioadă primar al orașului Câmpulung. 
Alexandru Șandru Alboi a făcut studii la Școala primară de băieți din centrul orașului, la Liceul "Dragoș Vodă" și apoi la Politehnica din Timișoara (1932-1936), unde l-a avut printre profesori pe Valeriu Patriciu, tatăl viitorului om de afaceri Dinu Patriciu. A absolvit facultatea ca șef de promoție, obținând diploma de inginer metalurgist. A obținut apoi o bursă la Școala Superioară de Chimie și Metalurgie de la Grenoble (Franța) (1939-1940) și s-a specializat în fabricarea aluminiului. 
Ca urmare a faptului că fabricile din Bucovina rămăseseră în anul 1941 fără proprietari, directori și ingineri - deportați de bolșevici în Siberia sau emigrați în Occident, inginerul Alexandru Șandru Alboi a fost numit la conducerea unei fabrici din Cernăuți, care-i fusese oferită spre vânzare, într-un contract pe 20 de ani. În august 1944, după reocuparea Bucovinei de Nord de către URSS, s-a stabilit la București, unde a concesionat de la proprietari o uzină metalurgică pe strada Foișor. A primit o comandă de la Ministerul Înzestrării pentru 500 de căruțe de război. 
Ca urmare a faptului că inginerul Șandru-Alboi devenise cunoscut ca specialist în metalurgie, fostul său coleg de liceu din Câmpulung, Emil Bodnăraș, i-a solicitat să se înscrie în PCR. Ca urmare a refuzului său, el a fost arestat după o lună și apoi eliberat. Aflând că va fi învinuit că este "exploatator" și "sabotor" și că va fi din nou arestat, a trecut clandestin în anul 1948 frontiera în Ungaria, apoi în Austria, unde a fost închis două săptămâni ca spion. Este eliberat și trece în Italia. În același timp, a fost condamnat în România la doi ani de închisoare.

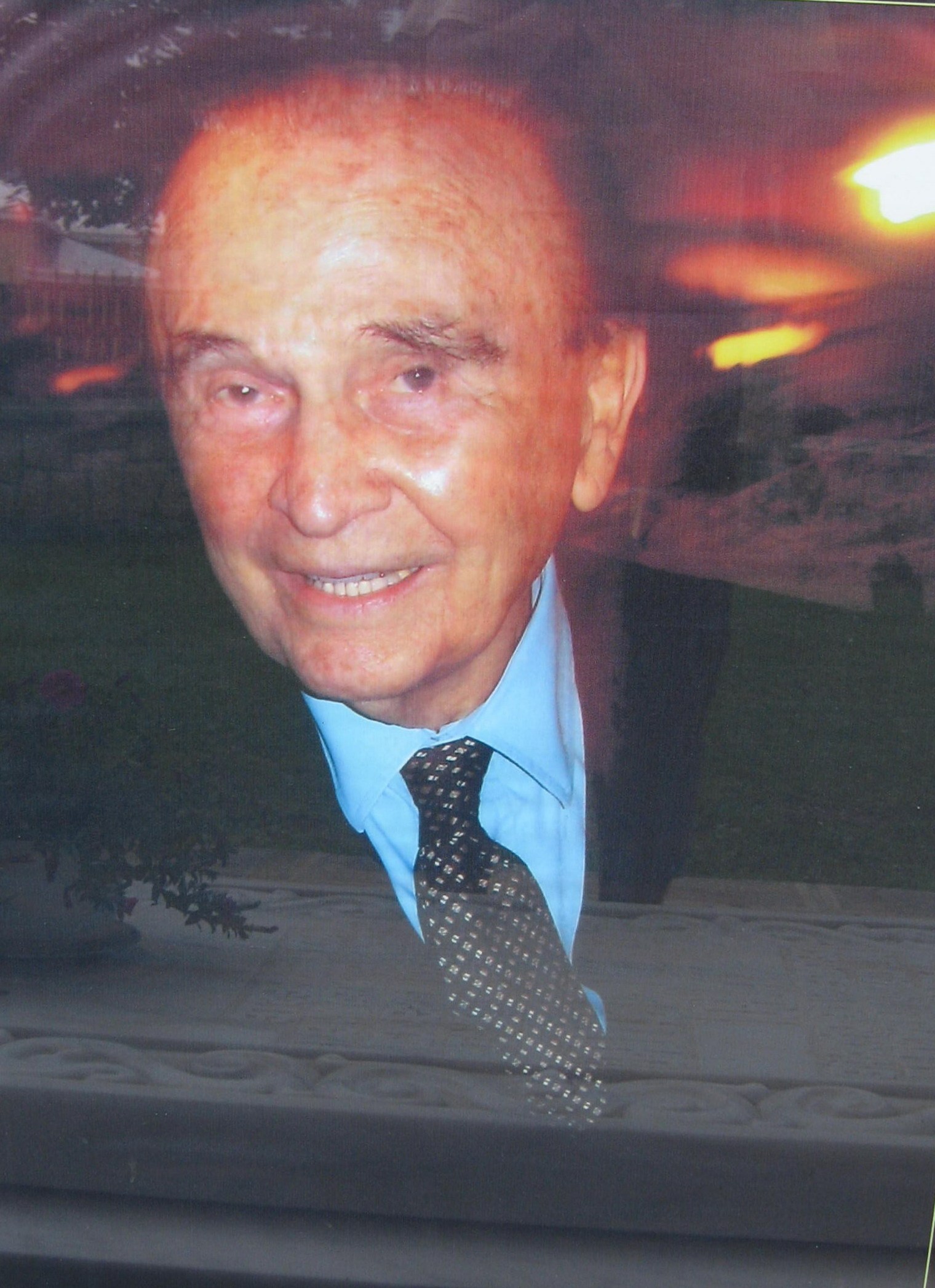
Inginerul Alexandru Şandru Alboi, ctitorul bisericii

În Italia a urcat pe un vapor și a ajuns în Venezuela. După propriile mărturisiri, neștiind limba și obiceiurile și neavând bani sau cunoștințe, inițial a confecționat și vândut cravate pe străzi  și a căutat aur pe fluviul Orinoco. 
A început la Caracas o afacere cu fier vechi și a reușit în scurt timp să aibă laminoare în întreaga Venezuela, având peste 1.000 de muncitori. A făcut afaceri cu fier beton și s-a îmbogățit. A fost respectat și iubit de muncitori pentru omenia sa. După cum își amintea, "când am plecat, au plâns muncitorii după mine, iar sindicatele mi-au organizat o petrecere ca-n povești". În Venezuela a contribuit la construirea unei biserici ortodoxe românești (1999). 
Ca urmare a vieții nesigure din Venezuela, în anul 1982 și-a vândut toate afacerile și s-a stabilit în Statele Unite ale Americii, la Miami. Acolo a lucrat ca antreprenor în domeniul imobiliar și a investit la Bursa de Valori din New York. Unicul său fiu, numit tot Alexandru, a murit la vârsta de 26 ani într-un accident de automobil. 
Simțind dorul de meleagurile natale și oamenii dragi din tinerețe, el s-a întors în România. În primăvara anului 1999, și-a recăpătat cetățenia română. În anul 2000 a cumpărat un teren pe strada Izvorul Alb din Câmpulung Moldovenesc unde a ctitorit o biserică. Construcția bisericii a început în anul 2001.
Într-un interviu din anul 2004, omul de afaceri expunea mai multe proiecte prin care dorea să contribuie la dezvoltarea municipiului Câmpulung Moldovenesc. "Vreau să contribui cu toate puterile la ridicarea acestei zone. Sunt pregătit, am venit cu bani din țara banilor, să-i investesc în țara sufletului. Cât am umblat în lumea largă n-am găsit nici un colțișor, cât de mic, în care m-aș fi simțit în stare să-mi trăiesc bătrânețile. Se amăgește cel care crede că va mai găsi undeva pe pământ un loc comparabil cu plaiul său natal. Bucovina nu are asemănare, este o zidire biblică. Adorația mea pentru acest colț de țară românească este comparabilă cu adorația pentru divinitate. (...) După edificarea sfintei biserici, vreau să pun bazele unei activități care să țină seama de frumusețile locului: turismul. Biserici unicat, pensiuni mirifice, văi, dealuri și munți fără egal, monumente și tradiții încă bine păstrate - iată ce putem oferi străinilor", declara el.  El dorea să mai finanțeze construcția unui drum până în Munții Rarău și să construiască o grădiniță ultramodernă, pusă sub patronajul bisericii. 
Alexandru Șandru Alboi a decedat la Miami la 23 aprilie 2006, în prima zi de Paște, trupul său neînsuflețit fiind repatriat, depus în casa părintească din Cîmpulung Moldovenesc și înhumat la 13 mai 2006 într-o criptă din exteriorul bisericii pe care a ctitorit-o, pe strada Izvorul Alb din orașul său natal. La înmormântarea sa au participat sute de localnici, reprezentanți ai administrației locale (printre care primarul Gabriel Constantin Șerban) și un impresionant sobor de fețe bisericești în frunte cu arhiepiscopul Pimen Zainea al Sucevei și Rădăuților și cu Ioachim Băcăuanul, arhiereu-vicar al Episcopiei Romanului.  
Pe piatra de marmură ce se află deasupra criptei unde este înmormântat Alexandru Șandru Alboi a fost săpată următoarea inscripție: "Aici odihnește întru așteptarea învierii ctitorul bisericii, inginerul diplomat ALEXANDRU ȘANDRU ALBOI, cetățean de onoare al Câmpulungului Moldovenesc. 4 august 1914 - 23 aprilie 2006".

### Biserica

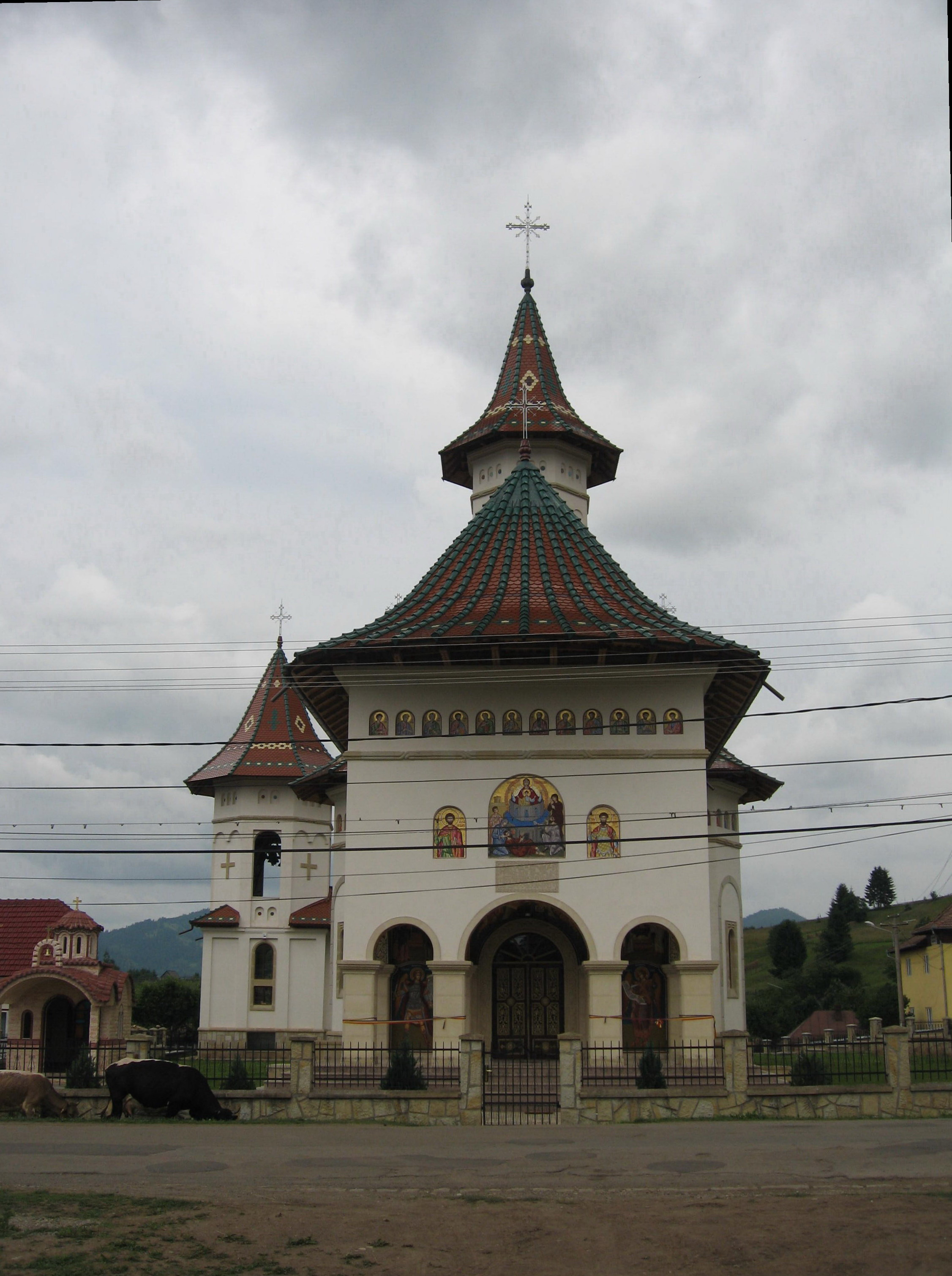
Biserica şi turnul-clopotniţă

Reîntors în România după mulți ani de muncă în străinătate, inginerul diplomat Alexandru Șandru Alboi a cumpărat în anul 2000 un teren pe strada Izvorul Alb din Câmpulung Moldovenesc. Cu cheltuiala sa integrală și cu purtarea de grijă a preotului Teodor Giosan (paroh al Bisericii "Nașterea Maicii Domnului" din Capu Satului), a început să se construiască aici începând din anul 2001 o biserică monumentală în stilul arhitectural al bisericilor bucovinene. Edificiul a fost acoperit cu țiglă smălțuită și colorată, importată din Germania.
Ca o recunoaștere a efortului făcut în favoarea comunității locale, Consiliul Local al municipiului Câmpulung Moldovenesc le-a acordat, la 12 ianuarie 2004, inginerului Alexandru Șandru Alboi și preotului Teodor Giosan titlul de "Cetățean de onoare al municipiului Câmpulung Moldovenesc". 
În anul 2006, ctitorul Alexandru Șandru Alboi a murit, fiind îngropat sub streașina bisericii, lângă zidul sudic. Înainte de a trece la cele veșnice, ctitorul a scris câteva cuvinte despre biserica ctitorită: „Eu, Alexandru Șandru Alboi, am cumpărat terenul pe care s-a construit Biserica «Izvorul Tămăduirii» în anul 2000 și am ctitorit această biserică în colaborare cu pr. Teodor Giosan, ca o mărturie a trecerii noastre prin această lume. Legat în adâncul inimii de meleagurile tinereții mele, am construit această biserică în cadrul și sub oblăduirea parohiei «Nașterea Maicii Domnului», locul în care am fost botezat și locul în care își dorm somnul de veci cei din familia mea; pentru a lega trecutul de prezent și de viitor“. 
La momentul morții ctitorului, construcția bisericii era terminată, lucrându-se la realizarea picturii interioare.  Pictura interioară a fost realizată de pictorul bisericesc Vasile Buzuloi. Toate lucrările au fost finalizate în anul 2009, la trei ani de la moartea ctitorului. 
Biserica a fost sfințită la data de 24 mai 2009 de trei ierarhi ai Sfântului Sinod al Bisericii Ortodoxe Române: arhiepiscopul Pimen Zainea al Sucevei și Rădăuților, arhiepiscopul Teodosie Petrescu al Tomisului și Ioachim Băcăuanul, arhiereu-vicar al Episcopiei Romanului, la această ceremonie participând un sobor de 48 de preoți și diaconi și peste 6.000 de credincioși. Au participat și oficialități ale statului, printre care Theodor Paleologu - ministrul culturii, cultelor și patrimoniului național, Gheorghe Flutur - președintele Consiliului Județean Suceava, Vasile Timiș - secretar de stat în cadrul Ministerului Culturii, Cultelor și Patrimoniului Național, precum și oaspeți din Germania. Cu acest prilej, arhiepiscopul Pimen a conferit o distincție de vrednicie post-mortem ctitorului Alexandru Șandru Alboi, precum și pr. paroh Teodor Giosan. 
Pe fațada vestică a bisericii se află o placă cu următoarea inscripție săpată: 
"Cu vrerea Tatălui, cu ajutorul Fiului și cu desăvârșirea Sf. Duh, s-a zidit și s-a înzestrat această sf. biserică, cu hramul "Izvorul Tămăduirii" din Câmpulung-Mold., în locul numit "Izvorul Alb", cu cheltuiala ctitorului ing. Alexandru Șandru Alboi și cu osteneala preotului paroh Teodor Giosan.
Lucrarea a fost începută la 01.05.2001 și s-a sfințit de către Î.P.S. Pimen la 24.05.2009. Pictura a fost executată de pictorul Vasile Buzuloi. Cele 7 clopote au fost aduse de la Atena, iar țigla a fost adusă din Germania.
Primește Doamne jertfa ctitorilor Alexandru și Teodor - cetățeni de onoare ai Câmpulungului - și înscrie numele lor în cartea vieții Tale. Amin."
Biserica „Izvorul Tămăduirii“ din Câmpulung Moldovenesc are statutul de filie a Parohiei „Nașterea Maicii Domnului“ din municipiu.

## Imagini

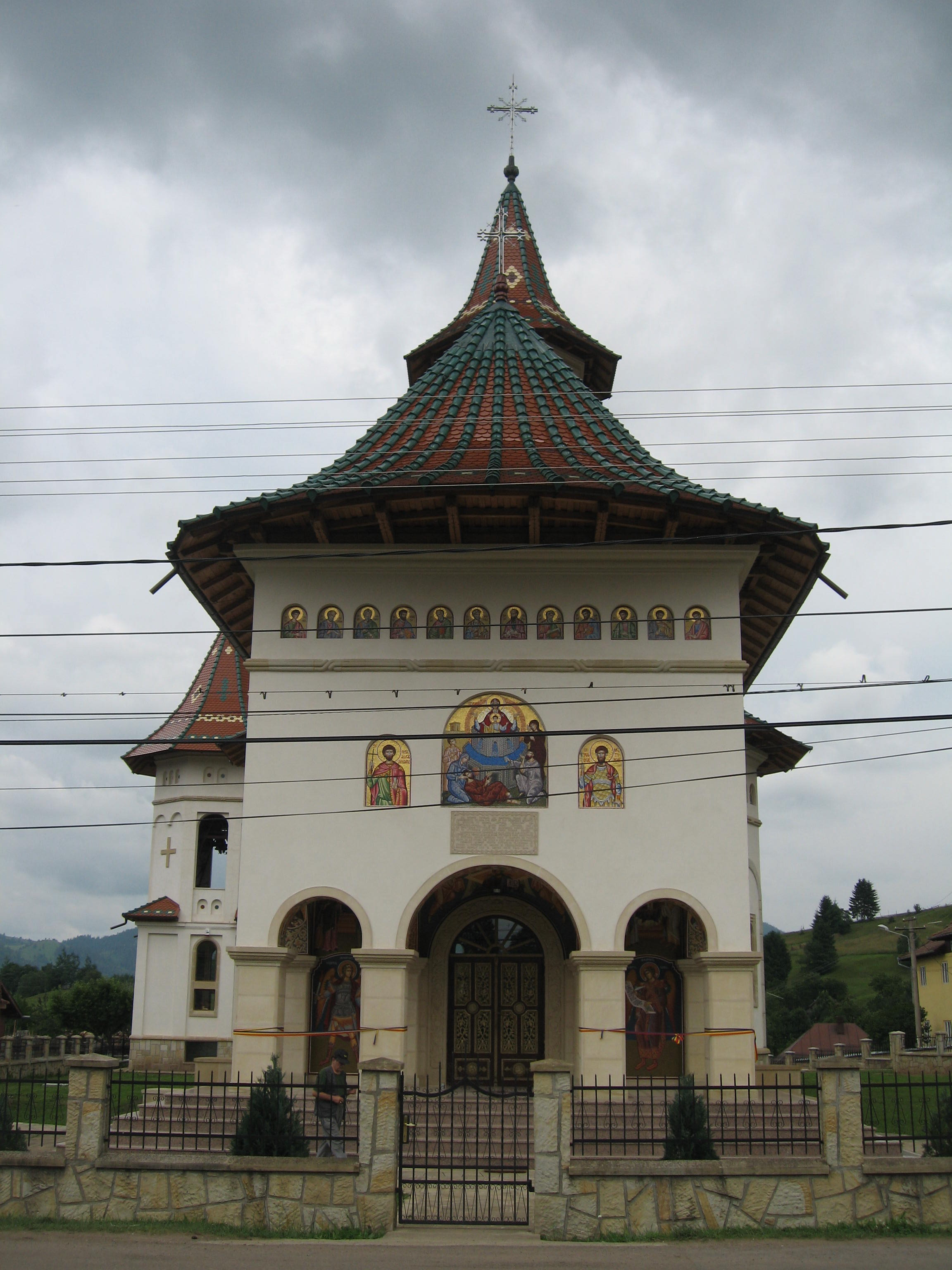
Biserica
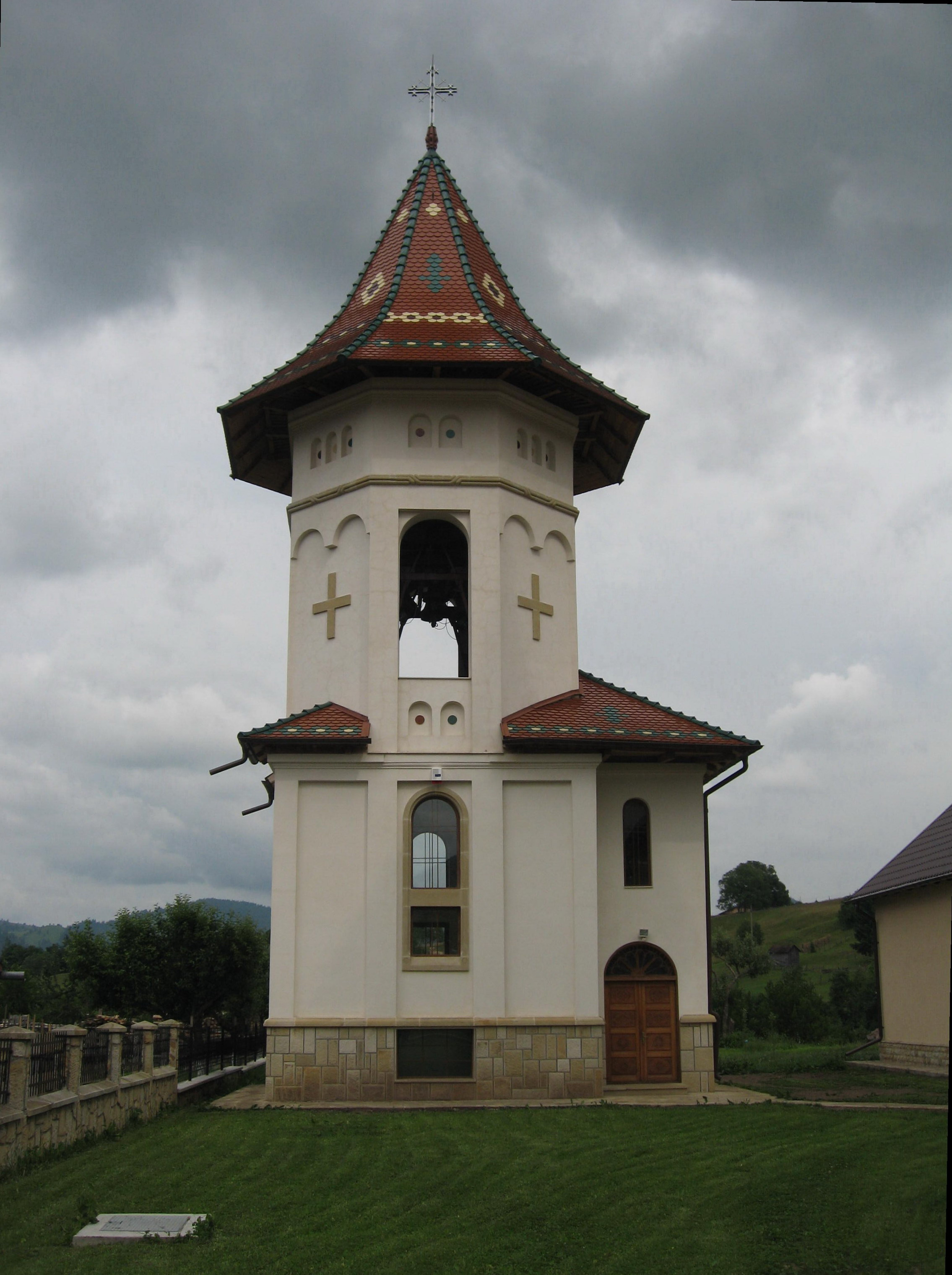
Turnul-clopotniţă
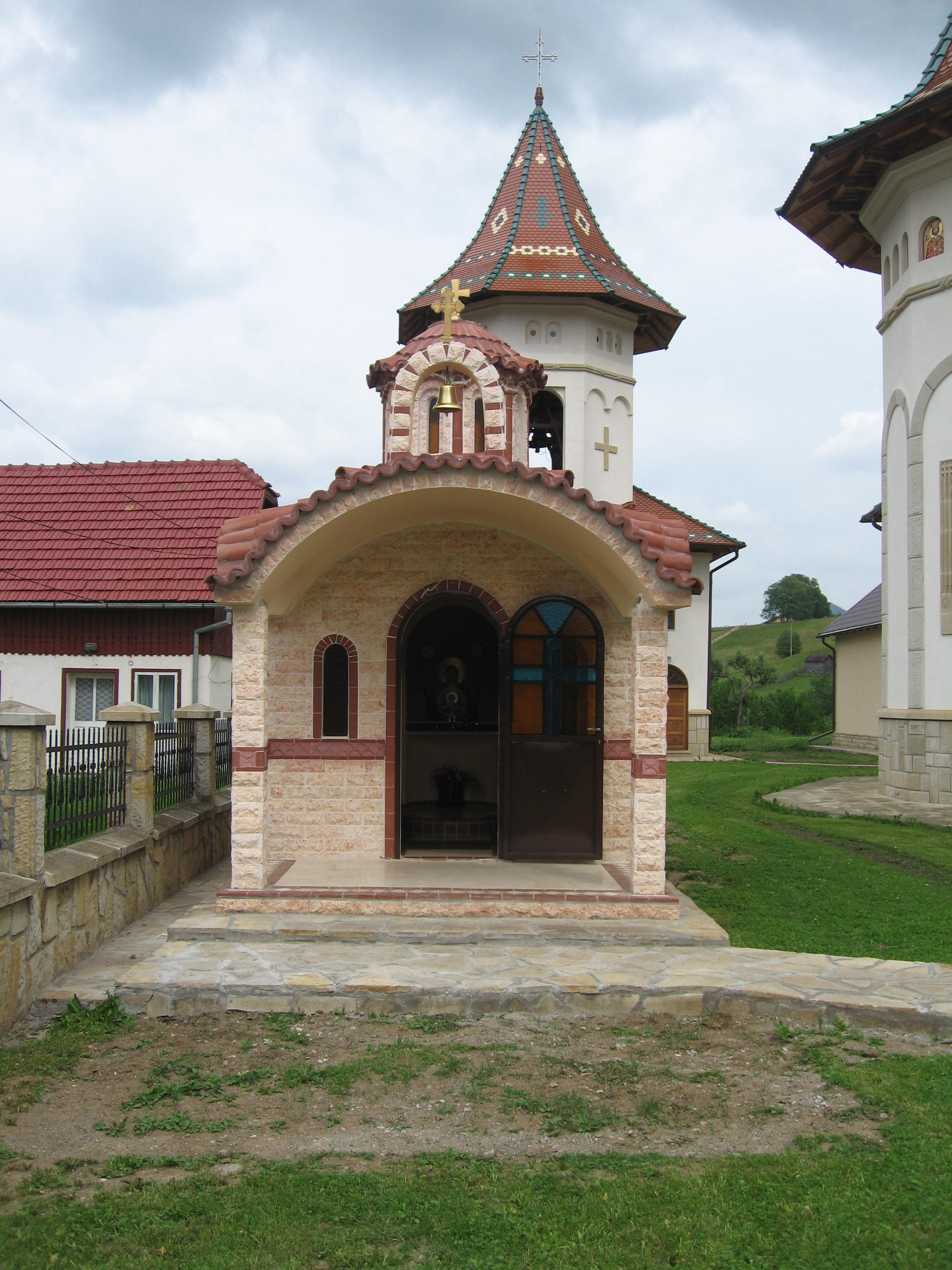
Lumânărarul şi turnul-clopotniţă
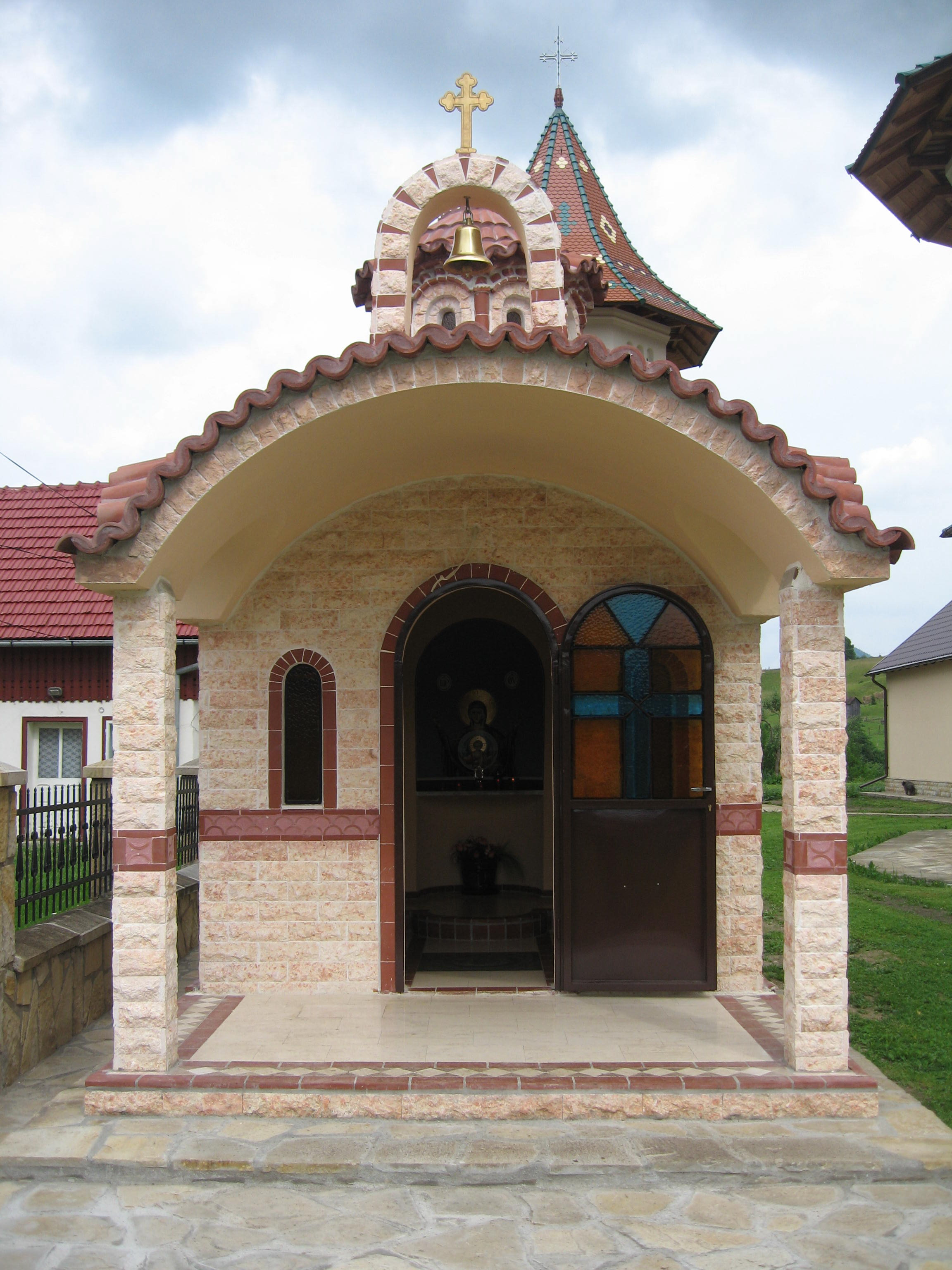
Lumânărarul
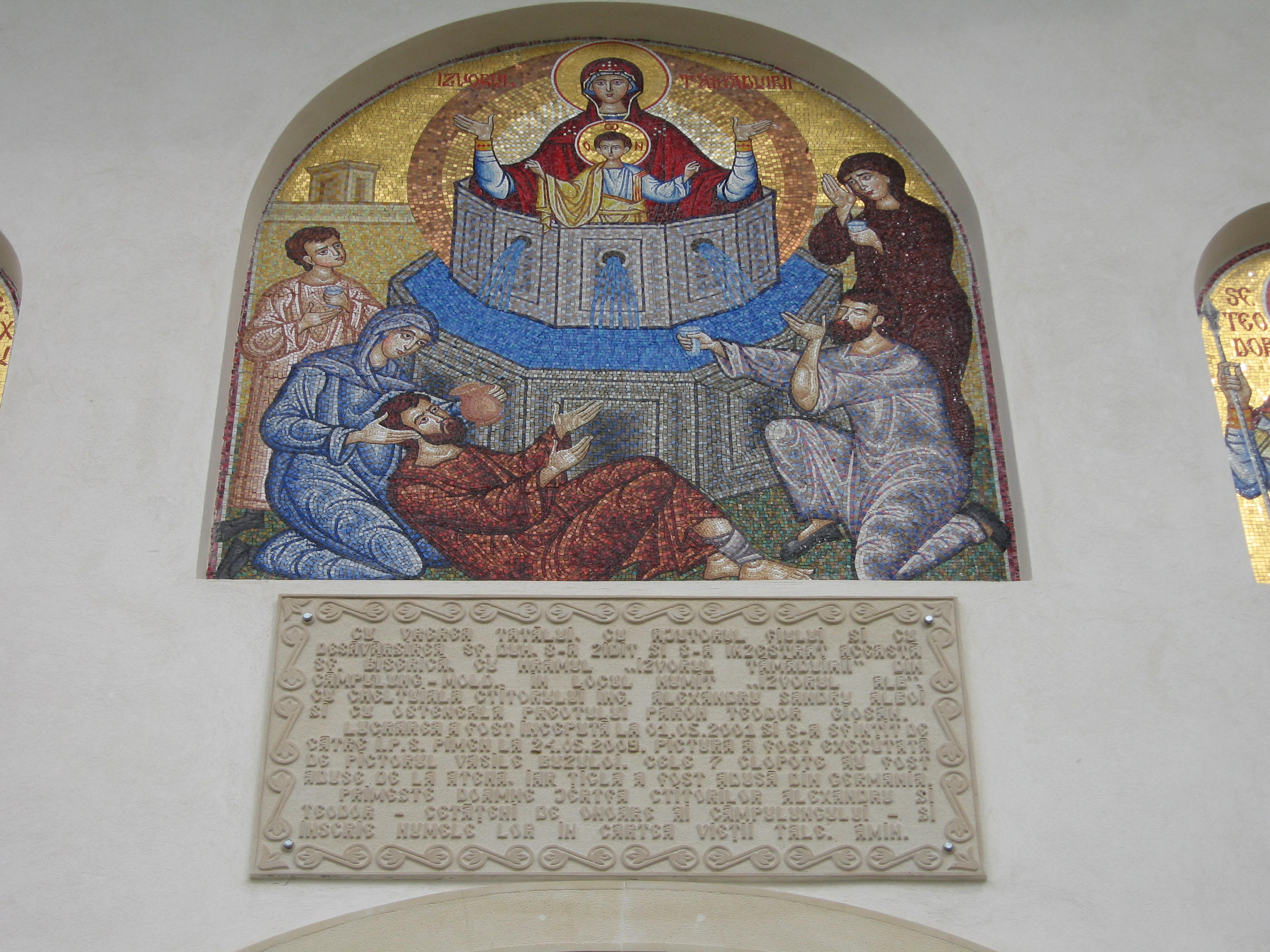
Pisania şi mozaicul de deasupra intrării
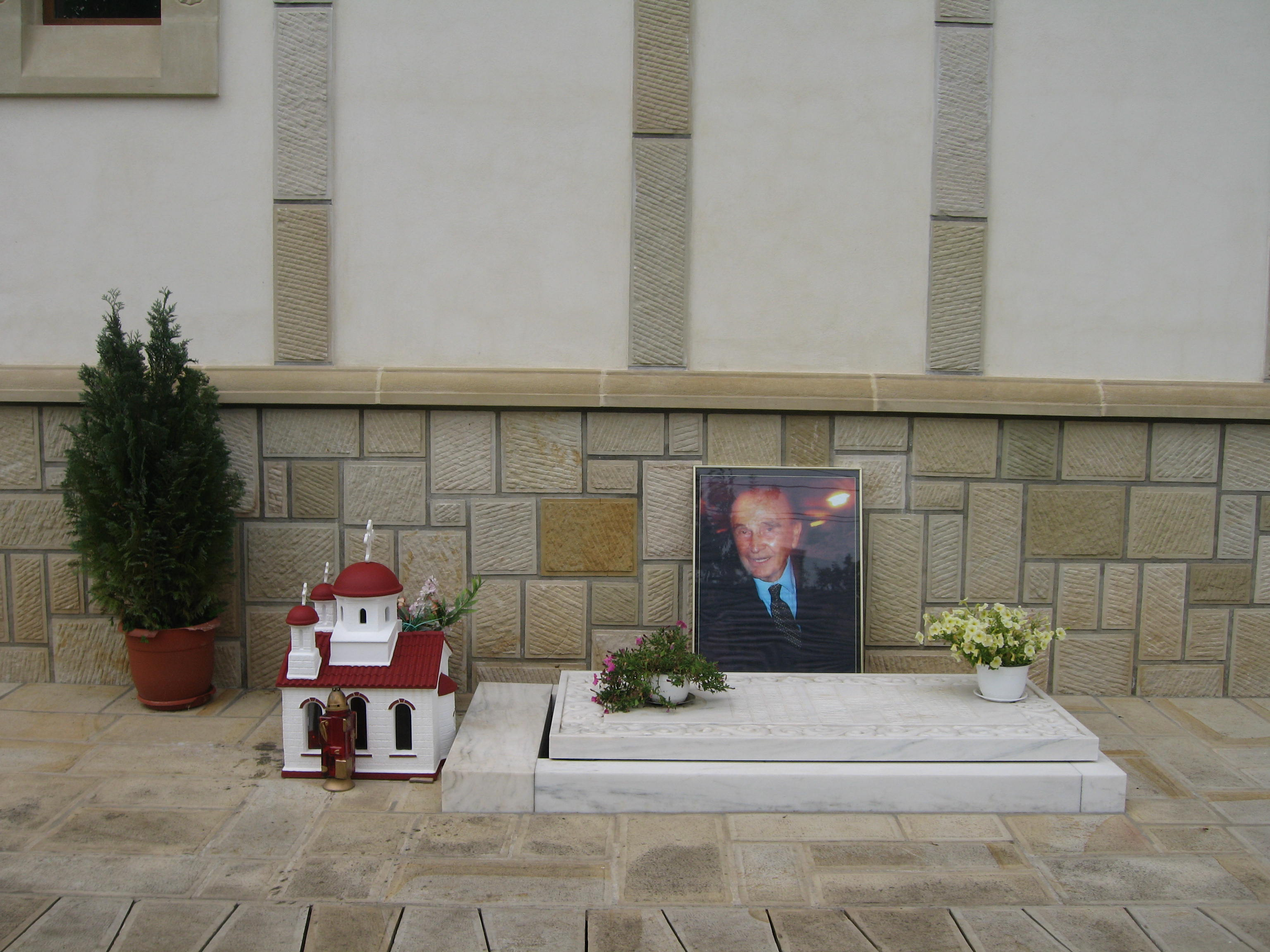
Mormântul ctitorului în curtea bisericii
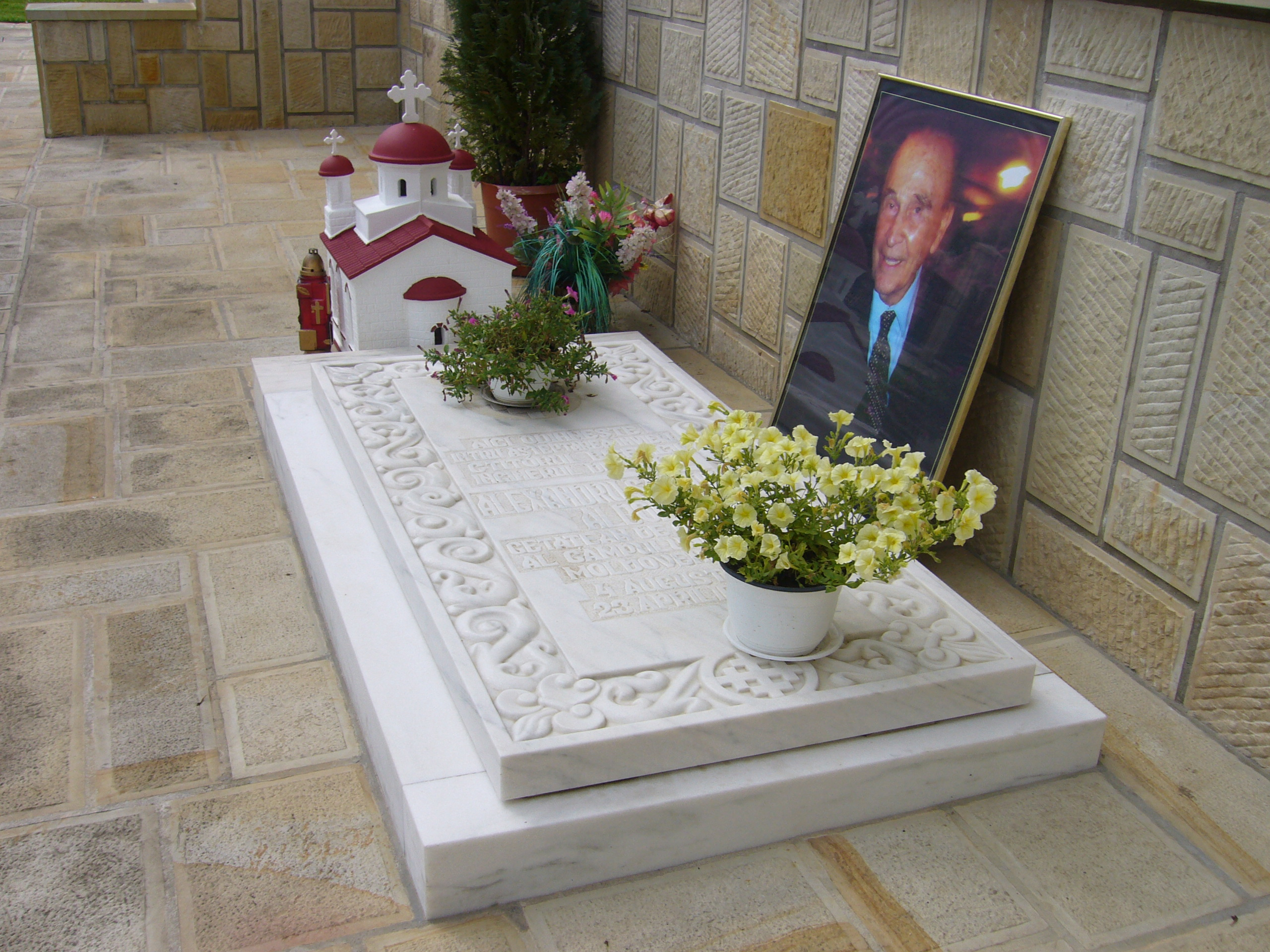
Lespedea funerară a ctitorului